# Sabrody (Kowel)
Sabrody (ukrainisch Заброди; russisch Заброды/Sabrody, polnisch Zabrodzie) ist ein Dorf in der Westukraine in der Oblast Wolyn, Rajon Kowel etwa 5 Kilometer östlich des ehemaligen Rajonshauptortes Ratne und 114 Kilometer nordwestlich der Oblasthauptstadt Luzk am Fluss Wyschiwka gelegen.

## Geschichte
Der Ort wurde 1600 zum ersten Mal schriftlich erwähnt und gehörte bis 1793 in der Woiwodschaft Wolhynien zur Adelsrepublik Polen-Litauen. Mit den Teilungen Polens fiel der Ort an das Russische Reich und lag bis zum Ende des Ersten Weltkriegs im Gouvernement Wolhynien.
Nach dem Ersten Weltkrieg kam der Ort zu Polen (in die Woiwodschaft Wolhynien, Powiat Kowel, Gmina Górniki), im Zweiten Weltkrieg wurde er zwischen 1939 und 1941 von der Sowjetunion besetzt. Nach dem Überfall auf die Sowjetunion im Juni 1941 wurde er dann bis 1944 von Deutschland besetzt, dies gliederte den Ort in das Reichskommissariat Ukraine in den Generalbezirk Brest-Litowsk/Wolhynien-Podolien, Kreisgebiet Kowel.
Nach dem Krieg wurde der Ort der Sowjetunion zugeschlagen. Dort kam das Dorf zur Ukrainischen SSR und seit 1991 ist es ein Teil der heutigen Ukraine.

## Verwaltungsgliederung
Am 9. Oktober 2016 wurde das Dorf zum Zentrum der neugegründeten Landgemeinde Sabrody (ukrainisch Забродівська сільська громада/Sabrodiwska silska hromada). Zu dieser zählten auch noch die 15 in der untenstehenden Tabelle aufgelisteten Dörfer, bis dahin bildete das Dorf zusammen mit den Dörfern Jakuschiw und Lutschytschi die gleichnamige Landratsgemeinde Sabrody (Забродівська сільська рада/Sabrodiwska silska rada) im Südosten des Rajons Ratne.
Am 12. Juni 2020 kamen noch die 2 Dörfer Samschany und Wuschysk zum Gemeindegebiet.
Am 17. Juli 2020 wurde der Ort Teil des Rajons Kowel.
Folgende Orte sind neben dem Hauptort Sabrody Teil der Gemeinde:
| Name                     | Name              | Name                                     | Name                              | Name |
| ukrainisch transkribiert | ukrainisch        | russisch                                 | polnisch                          |      |
| ------------------------ | ----------------- | ---------------------------------------- | --------------------------------- | ---- |
| Adamiwka                 | Адамівка          | Адамовка (Adamowka)                      | Adamówka                          |      |
| Jakuschiw                | Якушів            | Якушев (Jakuschew)                       | Jakusze                           |      |
| Lutschytschi             | Лучичі            | Лучичи (Lutschitschi)                    | Łuczyce                           |      |
| Melnyky-Ritschyzki       | Мельники-Річицькі | Мельники-Речицкие (Melniki-Retschizkije) | Mielniki Rzeczyckie               |      |
| Okatschewe               | Окачеве           | Окачево (Okatschewo)                     | Okaczowo                          |      |
| Pidhirja                 | Підгір'я          | Podgorje (Podgorje)                      | Podrzecze                         |      |
| Pisky-Ritschyzki         | Піски-Річицькі    | Пески-Речицкие (Peski-Retschizkije)      | Piaski Rzeczyckie                 |      |
| Postupel                 | Поступель         | Поступель                                | Postupel                          |      |
| Ritschyzja               | Річиця            | Речица (Retschiza)                       | Rzeczyca                          |      |
| Sadolyna                 | Задолина          | Задолина (Sadolina)                      | Zadolina                          |      |
| Saiwanowe                | Заіванове         | Заиваново (Saiwanowo)                    | Zaiwanowo                         |      |
| Saljuttja                | Залюття           | Залютье (Saljutje)                       | Zalucie                           |      |
| Samschany                | Замшани           | Замшаны                                  | Zamszany                          |      |
| Schtschedrohir           | Щедрогір          | Щедрогор (Schtschedrogor)                | Szczodrochoszcze, Szczodrohoszcze |      |
| Sorjane                  | Зоряне            | Зоряное (Sorjanoje)                      | Zady                              |      |
| Wuschysk                 | Вужиськ           | Вужиск (Wuschisk)                        | Wużysk                            |      |
| Wydranyzja               | Видраниця         | Выдраница (Wydraniza)                    | Wydranica                         |      |